# World Port Tournament 2001
Het World Port Tournament 2001 was een honkbaltoernooi gehouden in Rotterdam van 28 juni tot en met 8 juli 2001.
De deelnemende teams waren Cuba, Nederland (titelverdediger), Italië, Taiwan en de Michigan Monarchs.
Elk team speelde twee keer tegen elk ander team. De nummers één en twee speelden de finale.

## Wedstrijdprogramma
| 28 juni | Cuba              | Taiwan            | 7-3  |                   |
| 28 juni | Nederland         | Michigan Monarchs | 6-5  |                   |
| 29 juni | Michigan Monarchs | Italië            | 4-14 | 7 innings         |
| 29 juni | Nederland         | Taiwan            | 4-1  |                   |
| 30 juni | Nederland         | Cuba              | 2-5  |                   |
| 30 juni | Taiwan            | Italië            | 3-4  | 10 innings        |
| 1 juli  | Italië            | Nederland         | 4-7  |                   |
| 1 juli  | Cuba              | Michigan Monarchs | 4-0  |                   |
| 2 juli  | Michigan Monarchs | Taiwan            | 1-3  |                   |
| 2 juli  | Italië            | Cuba              | 0-3  |                   |
| 3 juli  | Taiwan            | Cuba              | 2-7  | 15 innings        |
| 3 juli  | Michigan Monarchs | Nederland         | 0-7  |                   |
| 4 juli  | Italië            | Michigan Monarchs | 3-5  | 10 innings        |
| 4 juli  | Nederland         | Taiwan            | 2-0  |                   |
| 5 juli  | Taiwan            | Michigan Monarchs | 10-5 |                   |
| 5 juli  | Cuba              | Italië            | 2-1  |                   |
| 6 juli  | Italië            | Taiwan            | 0-1  |                   |
| 6 juli  | Aruba             | Curaçao           | 1-4  | Vriendschappelijk |
| 6 juli  | Cuba              | Nederland         | 5-4  | 17 innings        |
| 7 juli  | Nederland         | Italië            | 10-0 |                   |
| 7 juli  | Michigan Monarchs | Cuba              | 0-5  | 5 innings         |

## Stand in de poule
| 1. | Cuba              |
| 2. | Nederland         |
| 3. | Italië            |
| 4. | Taiwan            |
| 5. | Michigan Monarchs |

## Finale
| 8 juli | Cuba | Nederland | 7-2 |

| Kampioen: CUBA (2de titel) |

## Persoonlijke prijzen
- Beste slagman: Dirk van 't Klooster (Nederland)
- Beste pitcher: Vicyohondri Odelín (Cuba)
- Homerun King: Amaury Casañas (Cuba)
- Meest waardevolle speler: Dirk van 't Klooster (Nederland)
- Meest populaire speler: Dirk van 't Klooster (Nederland)

1985 · 1987 · 1989 · 1991 · 1993 · 1995 · 1997 · 1999 · 2001 · 2003 · 2007 · 2009 · 2011 · 2013 · 2015 · 2017 · 2019